# Carl Schuhmann
Carl Schuhmann (12. května 1869 Münster - 24. března 1946 Berlín) byl německý gymnasta, který patřil k nejúspěšnějším sportovcům 1. letních olympijských her v Athénách, když získal čtyři zlaté olympijské medaile, tři z nich ve sportovní gymnastice, jednu v zápase řeckořímském. Byl zároveň zřejmě nejvšestrannějším sportovcem historie olympiád, protože kromě těchto sportů se účastnil i soutěží v atletice a ve vzpírání. Byl členem německého tělocvičného klubu Berliner Turnerschaft.

## Carl Schuhmann na 1. olympijských hrách 1896

### Sportovní gymnastika – bradla mužstva
9. dubna se uskutečnily gymnastické soutěže. Dvě z nich byly týmové. Cvičení na bradlech se účastnila tři družstva: Německo ve složení Fritz Hofmann, Konrad Böcker, Alfred Flatow, Gustav Flatow, Georg Hillmar, Fritz Manteuffel, Karl Neukirch, Richard Röstel, Gustav Schuft, Carl Schuhmann a Hermann Weingärtner jasně předčilo dva řecké klubové týmy z Athén a získalo olympijské zlato.

### Sportovní gymnastika – hrazda mužstva
Gymnastická soutěž ve cvičení na hrazdě byla pouhou exhibicí německého družstva (složení stejné jako na bradlech), protože jiný tým se nepřihlásil. Přesto je toto cvičení evidováno jako platné pro zisk dalších olympijského zlata pro německé cvičence.

### Sportovní gymnastika – přeskok

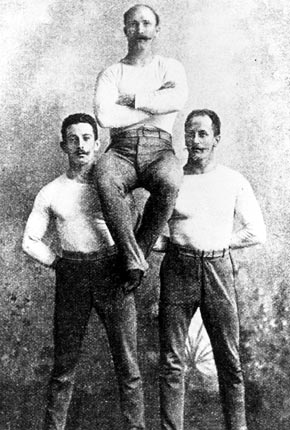
Schuhmann na ramenou svých kolegů Flatowa a Weingärtnera

Do soutěže v přeskoku jednotlivců se přihlásilo 15 cvičenců ze 4 zemí. Bylo vyhlášeno pořadí prvních tří cvičenců. Zvítězil Carl Schuhmann, druhý byl Louis Zutter (Švýcarsko), třetí Hermann Weingärtner (Německo).

### Sportovní gymnastika – kůň našíř
V této disciplíně nebyl Schuhmannův výkon hodnocen. Mezi patnácti cvičenci bylo vyhlášeno pouze pořadí na prvních dvou místech (vyhrál Zutter před Weingärtnerem).

### Sportovní gymnastika – kruhy
Ve cvičení, v němž zvítězil Řek Ioannis Mitropulos, obsadil Carl Schuhmann 5. místo. Cvičilo celkem devět mužů.

### Sportovní gymnastika – hrazda
Na hrazdě cvičilo šestnáct sportovců. Také zde bylo vyhlášeno pouze pořadí na prvních dvou místech (protože medaile za třetí místo se v Athénách neudělovala, nebylo nutné toto místo vyhlašovat). Schuhmannův výkon tedy neznáme, pouze víme, že se prezentoval.

### Zápas řeckořímský

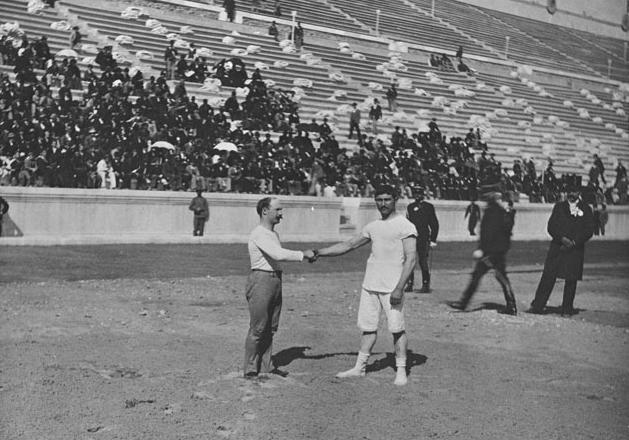
Carl Schuhmann si podává ruku s domácím zápasníkem Georgiem Tsitasem po řeckořímském zápase, foto: Albert Meyer

10. dubna se konala soutěž v zápase řeckořímském. Závodilo se v jediné kategorii – bez rozdílu vah. Pravidla byla obdobná jako jsou dnešní, nebyly však povoleny zásahy nohou; rozhodnutí muselo padnout bez časového ohraničení položením soupeře na lopatky. Zápasilo pět borců. Ve čtvrtfinále Schuhmann narazil na Launcestona Elliotta z Velké Británie a snadno jej vyřadil. Protože pro čtvrté čtvrtfinále nebyli soupeři, prošel Schuhmann tímto zápasem přímo do finále. Zde se utkal s domácím zápasníkem Georgiem Tsitasem. Utkání bylo urputné, po 40 minutách bylo přerušeno pro tmu a bylo rozhodnuto, že se bude opakovat příští den. Ranní opakování finálového zápasu pro sebe Schuhmann již brzy rozhodl, ačkoliv byl mnohem drobnější postavy než Řek.

### Atletika – trojskok
6. dubna se Schuhmann postavil na start atletické soutěže v trojskoku. Byla to vůbec první dokončená disciplína novodobých olympiád a vzešel z ní historicky první olympijský vítěz, Američan James Connolly. Schuhmann obsadil páté místo ze sedmi zúčastněných, jeho výkon neznáme.

### Atletika – skok daleký
7. dubna stál Schuhmann mezi devíti prezentovanými účastníky skoku do dálky. O medaile se podělili Američané, Schuhmannovo umístění někde za čtvrtým místem neznáme.

### Atletika – vrh koulí
7. dubna závodil Schuhmann ještě ve vrhu koulí. Mezi sedmi účastníky známe jen pořadí na prvních čtyřech místech, Schuhmann mezi nimi nebyl.

### Vzpírání obouruč
7. dubna se postavil Schuhmann také k vzpěračskému náčiní, aby si vyzkoušel sílu v klasické disciplíně vzpírání oběma rukama (vedle toho se v Athénách vzpíralo i jednoruč, vzpěrač si přitom mohl vyzkoušet, kterou rukou mu to půjde lépe). Schuhmann vzepřel vzhledem ke své drobnější postavě výborných 90 kg, ale stačilo to jen k tomu, že se dělil s Georgiem Papasiderisem (Řecko) o čtvrté místo.

## Poznámka
Karel Procházka uvádí ve výsledkové části své knihy u některých disciplín jiné údaje. Zde uváděné údaje převzaté z naší anglické verze pokládáme za spolehlivější.